# Kantongerecht Utrecht
Het kantongerecht Utrecht was tot 2002 een van de kantongerechten in Nederland. Het gerecht werd in 1838 gesticht als opvolger van de Vrederechter. De laatste jaren van zijn zelfstandig bestaan was het gerecht gevestigd in twee statige herenhuizen aan het Janskerkhof. Eerder was het gevestigd naast de rechtbank in de Hamburgerstraat. Zoals gebruikelijk bij hoofdsteden van provincies was Utrecht een kantongerecht der 1ste klasse.

## Geschiedenis

### 1838-1877
Nederland kreeg in 1838 kantongerechten en arrondissementsrechtbanken. De provincie Utrecht werd verdeeld in twee arrondissementen, Utrecht en Amersfoort. Het arrondissement Utrecht was opgebouwd uit vier kantons, waarvan Utrecht het eerste was. Het kanton bestond in de periode 1838 tot 1877 uit de gemeenten Utrecht en De Bilt.

### 1877-1934
In 1877 verdween het arrondissement Amersfoort dat bij Utrecht werd gevoegd. Het kanton Utrecht werd uitgebreid met de gemeenten Zeist, Maartensdijk en Oudenrijn.
In 1877 vond het kantongerecht plek in het gebouw aan de Hamburgerstraat 28 waar het provinciaal hof en de rechtbank waren gevestigd. Naast de rechtbank werd in 1912 een eigen kantongerecht gebouwd op nummer 30 naar een ontwerp van W.C. Metselaar. Hier heeft het gerecht gezeteld tot de verhuizing in 1979. In dat jaar vertrokken de kantonrechters naar een nieuw onderkomen in twee statige panden aan het Janskerkhof, de nummers 13 en 13a.

### 1934
In 1933 ging het parlement akkoord met een tweede ingrijpende hervorming welke met name gemotiveerd werd met de gestelde noodzaak tot bezuinigen. Voor het arrondissement Utrecht betekende de operatie de sluiting van de kantons Wijk bij Duurstede, Breukelen en Woerden Wijk en Breukelen werden in hun geheel bij het kanton Utrecht gevoegd, Woerden werd verdeeld tussen Utrecht en het kanton Gouda. Utrecht bestond nu uit de gemeenten: Utrecht, Maartensdijk, de Bilt, Zeist, Oudenrijn, Jutphaas, IJsselstein, Vreeswijk, Benschop, Lopik, Jaarsveld, Willeskop, Snelrewaard, Montfoort, Linschoten, Veldhuizen, Harmelen, Woerden, Barwoutswaarder, Waarder, Zegveld, Rietveld, Vleuten, Kamerik, Breukelen-Nijenrode, Breukelen-Sint Pieters, Loosdrecht, Loenen, Loenersloot, Vreeland, Nigtevecht, Abcoude-Proostdij, Abcoude-Baambrugge, Vinkeveen, Mijdrecht, Wilnis, Ruwiel, Kockengen, Laagnieuwkoop, Haarzuilens, Maarssen, Maarsseveen, Tienhoven, Westbroek, Achttienhoven, Zuilen, Wijk bij Duurstede, Cothen, Langbroek, Doorn, Leersum, Amerongen, Bunnik, Odijk, Driebergen-Rijsenburg, Werkhoven, Schalkwijk, Tull en 't Waal, Houten, Beusichem, Buurmalsen, Geldermalsen, Deil, Beesd, Culemborg, Everdingen, Hagestein, Vianen, Hei- en Boeicop en Lexmond.

### Sinds 1940
In 1940 werd door de Duitse bezetters een aanpassing in de kantons aangebracht zodanig dat kantons binnen een provincie kwamen te liggen. Voor Utrecht betekende dit dat de Gelderse gemeenten Beusichem, Buurmalsen, Geldermalsen, Deil, Beesd en Culemborg overgingen naar het kanton Tiel, en Hagestein, Vianen, Hei- en Boeicop en Lexmond naar kanton Gorinchem, en Woerden, Barwoutswaarder, Waarder en Rietveld naar kanton Alphen aan den Rijn gingen, terwijl Utrecht werd uitgebreid met de gemeenten Hoenkoop en Polsbroek, die van het kanton Gouda werden afgescheiden. In 1951 werd dit geformaliseerd.
Het vergrote Woerden ging in 1989 over van Zuid-Holland naar de provincie Utrecht en werd toen weer deel van het kanton Utrecht. Hetzelfde gold voor de gemeente Vianen die in 2002 van Zuid-Holland naar Utrecht overging. Daar stond tegenover dat in datzelfde jaar Loosdrecht overging naar Noord-Holland.
In 2000 kwam aan het Vrouwe Justitiaplein een nieuw gerechtsgebouw gereed. De bedoeling was dat dit alle rechtsprekende instanties in Utrecht zou huisvesten, naast de rechtbank ook de Centrale Raad van Beroep, de sector bestuursrecht als opvolger van de raad van beroep en het kantongerecht. De kantonrechters hebben zich nog een aantal jaren kunnen verzetten tegen een verhuizing, maar in 2004 moesten ze er toch aan geloven en werd het kantongerecht als apart gerecht in Utrecht geschiedenis.